# Phyllomyza melania
Phyllomyza melania är en tvåvingeart som först beskrevs av Friedrich Georg Hendel 1919.  Phyllomyza melania ingår i släktet Phyllomyza och familjen sprickflugor. Inga underarter finns listade i Catalogue of Life.